# Mortimer R. Proctor

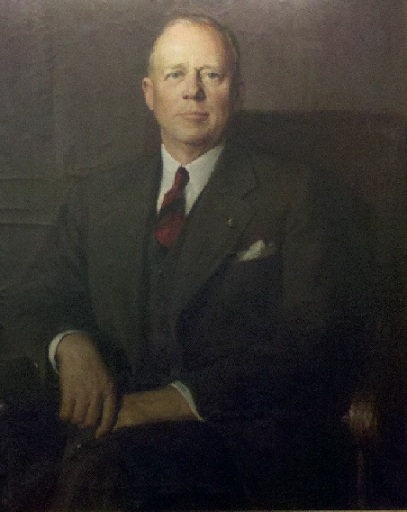
Mortimer R. Proctor

Mortimer Robinson Proctor, född 30 maj 1889 i Proctor, Vermont, död 28 april 1968 i Proctor, Vermont, var en amerikansk republikansk politiker. Han var den 66:e guvernören i delstaten Vermont 1945–1947.
Farfadern Redfield Proctor var guvernör 1878–1880, fadern Fletcher D. Proctor 1906–1908 och farbrodern Redfield Proctor Jr. 1923–1925. Mortimer R. Proctor utexaminerades 1912 från Yale University. Han anställdes av familjeföretaget Vermont Marble Company och avancerade till vice verkställande direktör. Han var dessutom verksam inom försäkringsbranschen och deltog i första världskriget som löjtnant.
Proctor var viceguvernör i Vermont 1941–1945. Han efterträdde 1945 William Henry Wills som guvernör. Han efterträddes 1947 av Ernest William Gibson. Proctor återvände sedan till familjeföretaget Vermont Marble Company och tjänstgjorde som verkställande direktör 1952–1958 och sedan som styrelseordförande fram till 1967.
Proctor var frimurare. Han gravsattes på South Street Cemetery i Proctor.